# Trommelkamera

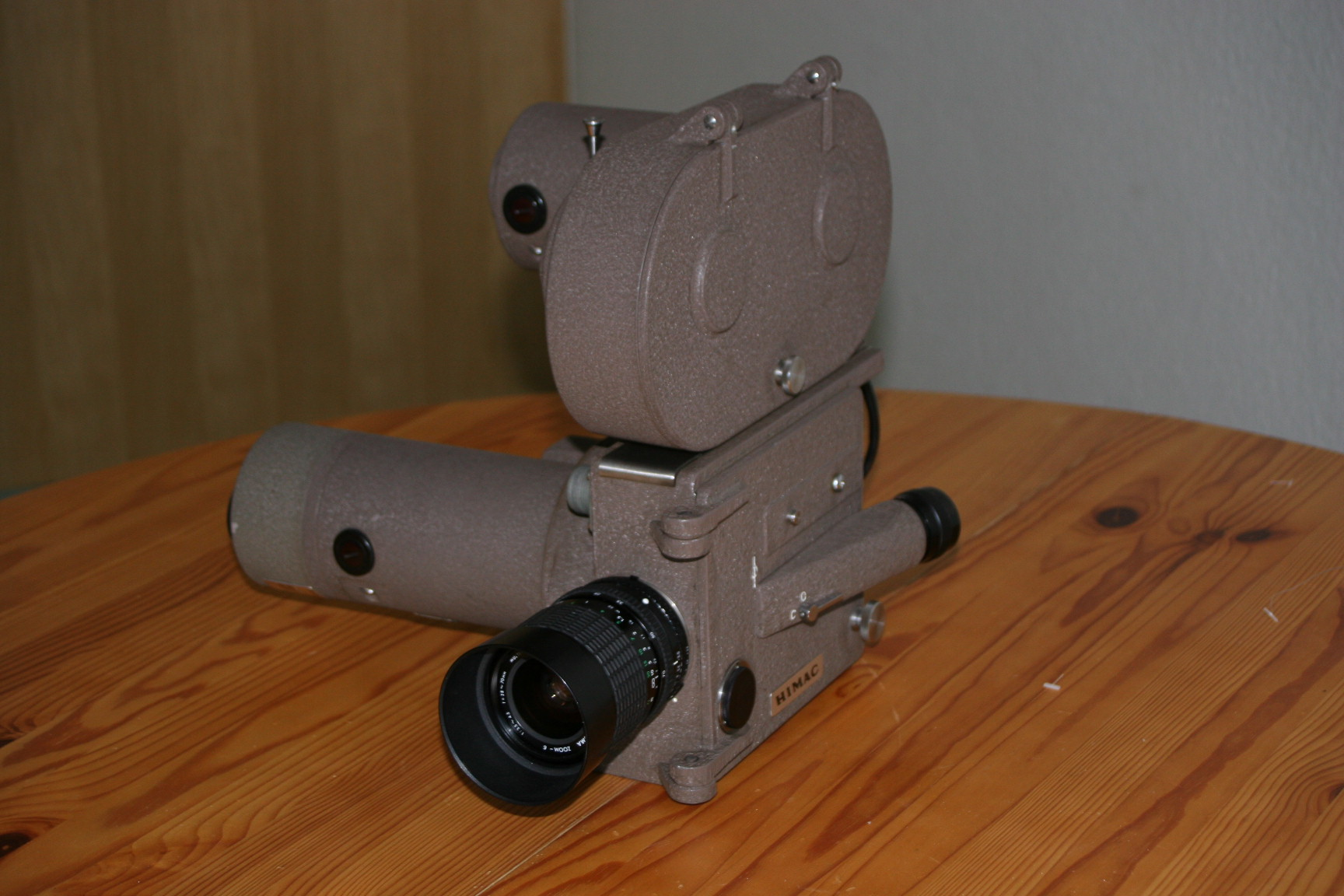
Hitachi Himac 16HM. Trommelkamera mit max. 10.000 Bilder/Sekunde für 16-mm-Film, Baujahr um 1970

Eine Trommelkamera ist eine Hochgeschwindigkeitskamera mit einem trommel- oder kreisscheibenförmigen Filmträger, um den der unbelichtete Film herumgelegt wird. 
Vor der Belichtung wird der Filmträger (elektro-)motorisch in Drehung um seine Längsachse bis zu einer bestimmten Drehzahl versetzt, die dann während der Belichtung des Films konstant bleibt.
Bei genügend großem Durchmesser des Filmträgers und darauf abgestimmter Drehzahl lassen sich bis zu 10.000 Aufnahmen pro Sekunde erzielen. Wenn bei dieser hohen Aufnahmefrequenz ein Kameraverschluss nicht realisierbar ist, muss das zu filmende, sich bewegende Objekt mittels eines entsprechend hochfrequente Lichtimpulse aussendenden Lichtimpulsgebers (bei im Übrigen abgedunkelter Umgebung) belichtet werden. Dabei muss eine exakt gleichmäßige Lichtimpulsfrequenz gewährleistet sein.
Als Lichtimpulsgeber ist eine elektrische Funkenstrecke geeignet, weil die einzelnen Lichtimpulse bei konstanter Impulsfrequenz eine Impulsdauer von jeweils nur einer hundertmillionstel Sekunde aufweisen. Das ermöglicht eine ausgezeichnete Bildschärfe. Das zu filmende Objekt ist zweckmäßigerweise zwischen dem Lichtimpulsgeber und dem Objektiv der Trommelkamera positioniert. Zwischen dem Lichtimpulsgeber und dem zu filmenden Objekt kann auch noch ein geeignetes Linsensystem und gegebenenfalls ein (halbdurchlässiger) Spiegel angeordnet sein.
Der belichtete Film wird von dem Filmträger entfernt, entwickelt und kann anschließend mit einem handelsüblichen Filmprojektor vorgeführt werden. Aufgrund der extrem hohen Aufnahmefrequenz lassen sich die Bewegungen des gefilmten Objekts in Super-Zeitlupe darstellen.

## Anwendungsbeispiel
Eine Trommelkamera kann z. B. eingesetzt werden für die Untersuchung des turbulenten Strahlzerfalls und der Kavitation bei (insbesondere unter hohem Druck) versprühten und zerstäubten Flüssigkeiten.